# Fakulta architektury Vysokého učení technického v Brně
Fakulta architektury (FA) je třetí nejstarší a druhou nejmenší fakultou Vysokého učení technického v Brně (VUT). Průčelí budovy v ulici Poříčí 5 je chráněno jako kulturní památka České republiky.

## Historie
Za založení fakulty je považován vznik odboru architektury a pozemního stavitelství zákonem č. 538 Sb.z. a n. 5. listopadu 1919. Ve školním roce 1919/1920 tak začala výuka prvního architektonického oboru na VUT, děkanem byl jmenován Karel Hugo Kepka a mezi první profesory patřil Emil Králík, později Vladimír Fischer, Jaroslav Syřiště a Jiří Kroha.
Po druhé světové válce, kdy mohly být české vysoké školy znovu otevřeny, bylo potřeba odbor znovu obnovit. Doplněn byl o profesory Antonína Kuriala, Bohuslava Fuchse, Bedřicha Rozehnala, Vincence Makovského, Miloslava Kopřivu a Aloise Krále. Od roku 1950 došlo k přejmenování odborů na fakulty. Jen o rok později byly obory vysoké školy s vojenským využitím přesunuty pod nově zřízenou Vojenskou technickou akademii. Mezi obory této školy ale nepatřilo stavitelství ani architektura. Vyvstal tak problém, jak naložit se studenty posledního ročníku těchto oborů, kteří měli před ukončením studia. Z toho důvodu byla v roce 1951 založena Vysoká škola stavitelství se dvěma fakultami – fakultou inženýrského stavitelství a fakultou architektury a pozemního stavitelství. O pět let později se tato škola stala základem pro nově vzniklé Vysoké učení technické v Brně.
V roce 1960 byly z důvodů reorganizace fakulty inženýrského stavitelství a architektury a pozemního stavitelství sloučeny do jedné Fakulty stavební, aby z ní mohla být samostatná fakulta architektury znovu oddělena v roce 1976.

## Výuka
Ve čtyřletém bakalářském, dvouletém magisterském i čtyřletém doktorském studiu je na škole vyučován program s názvem Architektura a urbanismus.